# 红喉姬鹟
红喉姬鹟（学名：Ficedula albicilla）是雀形目鹟科的一种鸟类。該物種曾被認為是紅胸姬鶲的亞種。

## 分類
該物種於1811年由彼得·西蒙·帕拉斯首次描述。屬名來自拉丁語，指的是一種吃無花果的小鳥（ficus，即無花果），據說在冬季會變成黑頂林鶯。種名albicilla源自拉丁語albus（白色），而新拉丁語cilla意指尾巴；這個cilla的含義源自對motacilla（即鶺鴒的名稱）的誤解。

## 特征
红喉姬鹟体重约10.8克，翼长约68.4毫米，嘴峰长约12.1毫米，喙宽度约3.7毫米，喙厚度约3.2毫米，跗蹠长约16.4毫米，尾长约49.9毫米。雌鳥上半身為棕色，尾巴呈黑色且兩側有白色羽毛。胸部呈淡褐色，下腹部多為白色。雄鳥耳覆羽和頸側帶有淡藍灰色，繁殖期的雄鳥喉部會變成橙紅色。與紅喉姬鶲不同的是，相似的紅胸姬鶲的雌鳥尾巴為棕色，而繁殖期雄鳥的紅色會延伸至胸部。
红喉姬鹟是候鸟，其栖息在半开放的中等高度的林地中，食性为肉食性，主要食物来源是陆生无脊椎动物。

## 分布
紅喉姬鶲主要繁殖於歐亞大陸北部，從俄羅斯東部至西伯利亞和蒙古，冬季會遷徙至南亞和東南亞的孟加拉、不丹、印度、柬埔寨、寮國、緬甸、尼泊爾、馬來西亞、泰國、中國、越南和日本。其天然棲地為泰加森林，偶爾也會作為迷鳥出現在西歐。